# Хокеј на леду
Хокеј на леду, или само хокеј, екипни је спорт који се игра на вештачким или на природним леденим површинама. Играчи се по леденој површини крећу помоћу клизаљки постижући брзине и до 40 км/сат што хокеј сврстава у категорију најдинамичнијих и најбржих екипних спортова.
У игри учествују две екипе са по 6 играча (од којих је један голман), а циљ игре је погодити противнички гол плочицом од вулканизиране гуме која се зове пак (енгл. puck). Играчи паком управљају дугачком палицом која је закривљена на доњем делу.
У својим почецима хокеј на леду се развијао искључиво у подручјима са хладнијом климом где је било могуће наћи одговарајуће ледене површине за игру. Открићем вештачког леда почиње и експанзија хокеја као спорта. Хокеј је убедљиво најпопуларнији спорт у Канади где ужива статус националног спорта, и где је по први пут и стандардизован као спортска дисциплина, па се због тога савремени хокеј често означава и као канадски хокеј.
Стандардизацију хокејске игре врши Светска хокејашка асоцијација (или ИИХФ) која има укупно 68 чланова, и која организује турнире у оквиру светских првенстава и олимпијских игара. Најуспешније репрезентације у хокеју на леду у обе конкуренције су Канада, Русија, САД, Чешка, Финска, Словачка и Шведска.
Најјача клупска такмичења на свету у хокеју на леду су северноамеричка Национална хокејашка лига (НХЛ) коју чине клубови из САД и Канаде и европска Континентална хокејашка лига (КХЛ) коју чине клубови из некадашњег Совјетског Савеза.

## Историјат
Тачно порекло данашње игре хокеј на леду није у потпуности јасно, али се претпоставља да се хокеј на леду развио из древних игара са штапом и лоптом које су се вековима играле на подручју северне Европе и међу северноамеричким домороцима. Игре у којима се палицама ударају одређени предмети од давнина су познате на Британским острвима. Тако су у Ирској играли хурлинг, док је на шкотској висоравни популарна била игра по имену шинти. Слична игра забележена је и код индијанских племена Микмак у Новој Скотији.
Европски досељеници у Канаду су са собом донели и овај вид забаве и прилагодили га тамошњим климатским условима у зимском периоду, јер се играло на отвореном, а овај вид забаве је био посебно популаран међу британским војницима. Током зиме играло се на залеђеним рекама или језерима, а на ципеле су се тада постављале оштрице ножева које су омогућавале сигурно кретање по леденој површини.
Усмена предања канадских Индијанаца из народа Микмак такође спомињу игру која се играла дрвеним штаповима. У књизи „Микмашке легенде“ (енгл. Legends of the Micmacs) из 1894. спомиње се древна игра са лоптом која се звала Туадиџик (tooadijik), а која је након контакта са европском игром хурлинг, еволуирала у игру Волчамадиџик (wolchamaadijik).
Током 19. века хокеј се играо током зимских месеци на залеђеним површинама река и језера, те на улицама широм канадских градова. Та игра која није познавала никаква одређена правила била је позната под именом Шини (енгл. shinney). У књизи „Хокеј: Канадса краљевска зимска игра“ (енгл. Hockey: Canada's Royal Winter Game) из 1889. описана је игра шинија на залеђеној површини реке Сен Лорен у Монтреалу, Кебеку и Кингстону, те на улицама Отаве. Број играча на оваквим утакмицама је често био превелики и варирао је од меча до меча. Сам термин „шини“ и данас је у употреби у Канади и означава рекреационе утакмице било на леду или на бетону.
Поларни истраживач Џон Франклин је 1825. године написао да је „игра хокеја на леду представљала јутарњу гимнастику“ за чланове његове експедиције током боравка на Великом медвеђем језеру током једне од његових многобројних арктичких експедиција. У једном чланку у Бостонским вечерњим новинама из 1859. године спомиње се такмичење у хокеју на леду које је те године одржано у канадском граду Халифаксу, а та утакмица је према Society for International Hockey Research означена као најстарија утакмица модерног хокеја на леду.
Писац Томас Ч. Хелибуртон је у књизи The Attache: Second Series која је објављена 1844. је описао игру сличну хокеју коју су играли дечаци у његовој школи у Виндзору око 1800. године у периоду када је он био студент у тој школи (не после 1810). Према Хелибуртоновим описима модерни хокеј потиче управо из Виндзора, односно од ученика Виндзорског краљевског колеџа који су „први“ стандардизовали и играли ову игру. Према другим изворима модерни хокеј се појавио у областима Дартмут и Халифакс у Новој Шкотској.

### Порекло имена
Први пут се реч хокеј спомиње 1363. године у Енглеској када је краљ Едвард III објавио листу забрањених игара у краљевству. У једном спису Виљема Пјера ле Кока из 1799. описане су основе хокејске игре: „Сви играчи имају штап који је закривљен на крају. На сваком крају игралишта постоје врата (гол) кроз која треба да се убаци само једна плочица коју јуре сви играчи“.
Реч „хокеј“ (енгл. hockey) је изведеница од речи „hook“ (кука, удица) а која се односи на облик хокејске палице. У том контексту реч „hook“ је први пут употребљена 1527. године у једном спису из града Галвеја у Ирској а као објашњење за облик палице која се у то време користила у игри хурлинга."

### Развој модерног хокеја
Као место настанка модерног хокеја на леду сматра се Монтреал у којем је 3. марта 1875. године одиграна прва хокејска утакмица у затвореном простору. Утакмица је одиграна на затвореном клизалишту Victoria Skating Rink између два тима са по 9 играча. Пошто терен није био ограђен заштитним зидовима да би се спречиле евентуалне повреде гледалаца уместо лопте кориштена је дрвена плочица (или пак). Уместо гола стајале су две стативе на удаљености од 1,8 метара а утакмица је трајала 60 минута. Организатори ове утакмице били су канадски адвокат Џејмс Крејтон и студенти Универзитета Макгил.
Године 1877. Крејтон је заједно са још неколико студената Макгила (Хенри Џозеп, Ричард Смит, Вилијам Робертсон и Вилијам Мареј) написао 7 основних правила хокејске игре која су се базирала на правилима везаним за хокеј на трави. Исте године основан је и први клуб хокеја на леду (Хокејски клуб Универзитета Макгил) а 1881. основан је и други клуб из Монтреала ХК Викторија.
Игра је за кратко време постала веома популарна у Монтреалу, тако да је већ 1883. у оквиру годишњег зимског фестивала одржано и такмичење у хокеју на леду на ком је победила екипа Макгила. Број играча по екипи је смањен на 7 а утакмица је подељена на два периода од по 30 минута, а већ 1885. је основана и Монтреалска градска хокејска лига. Екипе коју су учествовале на хокејским такмичењима у оквиру Монтреалског зимског фестивала су се 1886. организовале у Аматерску Канадску хокејску асоцијацију (скраћено AHAC) у оквиру које су се организовали турнири за титулу најбољег.
Претпоставља се да је прва хокејска утакмица у Европи одиграна 1885. године у швајцарском зимовалишту Санкт Морицу између универзитетских екипа Оксфорда и Кембриџа, а ту утакмицу је добио Оксфорд дарк блу тим са 6:0. Међутим не постоје службени документи који могу да потврде одигравање те утакмице. Први документи, фотографије и спискови играча у дуелима ова два тима датирају из 1895. године. Ривалство између две екипе је настављено и у будућности и сматра се најстаријим ривалством у хокеју на леду. Међутим у Европи је далеко популарнија била игра по имену бенди која се игра на леду а у којој се уместо плочице користи лопта. Ова игра је и данас веома популарна у Шведској, Норвешкој, Финској и Русији.
Године 1888. тадашњи канадски гувернер Лорд Стенли од Престона (енгл. Lord Stanley of Preston) чији синови и кћер су били велики заљубљеници у хокеј, је посматрао хокејски турнир у оквиру Монтреалског зимског фестивала и толико је био одушевљен самом игром да је приметио да победник заслужује трофеј. Стенли је 1892. направио први хокејски трофеј који је имао изглед обичне чиније са декорацијама. Овај трофеј, који је касније постао познат као Стенли куп први пут је додељен 1893. победнику AHAC лиге екипи ХК Монтреала. Исти трофеј се и данас додељује победнику северноамеричке НХЛ лиге. Стенлијев син Артур је био један од оснивача Хокејске асоцијације Онтарија, док је његова кћер Изабела постала позната као прва хокејашица у историји.
До 1893. на преко сто аматерских хокејских екипа је основано само у Монтреалу, а оснивали су се и нови клубови и такмичења широм Канаде. Играчи из Винипега су увели и једну новину у виду штитника за колена које су преузели из крикета са циљем да би се спречиле озбиљније повреде голмана. Мрежица на головима је постала стандардни део хокејског терена 1900. године а убрзо су уведени и термини леви и десни одбрамбени играч.
Прва хокејска утакмица у САД је одржана 1893. године између студената универзитета Јејл и Џонс Хопкинс. Три године касније у Њујорку основана је и Аматерска америчка хокејска лига (енгл. The U. S. Amateur Hockey League).
Петорица синова Лорда Стенлија су „донели“ канадски хокеј у Европу 1895. године и њихова екипа је исте године у Лондону победила екипу енглеског двора у којој су играли и престолонаследници Едвард VII и Џорџ V. У Уједињеном Краљевству је до 1903. основана и лига са 5 тимова. Године 1908. са циљем одржавања међународних утакмица на европском тлу основана је Међународна лига у хокеју на леду (фр. Ligue Internationale de Hockey sur Glace) у оквиру које је 1910. одржано прво Европско првенство у хокеју на леду, а први шампион постала је репрезентација Велике Британије. Средином XX века лига је прерасла у Међународну хокејашку федерацију (ИИХФ — International Ice Hockey Federation).
Најстарији хокејски терен који је и данас у употреби налази се у Бостону, а реч је о Матјус арени изграђеној 1910. године.

### Професионализам у хокејском спорту
Зачеци професионализма у хокеју на леду датирају са почетка XX века, а прва лига која је отворено плаћала играчима за њихове наступе била је Западнопенсилванијска хокејска лига која је основана 1902. године. овој лиги су се придружили тимови из Онтарија и Мичигена и тако је 1904. настала Међународна хокејска професионална лига (енгл. International Professional Hockey League —IPHL). Лига је ангажовала најбоље канадске хокејаше, а престала је да постоји 1907. године када су и остале канадске лиге почеле да плаћају своје најбоље играче.
У Монтреалу је 1910. основана Национална хокејашка асоцијација коју су чинили канадски хокејски клубови. Ова лига је усавршила нека од хокејских правила: утакмица је подељена на трећине од по 20 минута, а уведене су и казне искључења због грубих стартова. Ова лига је 1917. прерасла у Националну хокејашку лигу, која се 1924. године проширила и на територију САД.
Професионалне лиге у Европи су се формирале нешто касније у односу на Канаду и САД. Најстарија професионална хокејска лига у Европи је Швајцарска А лига основана 1916. године. Најјача хокејска лига у Европи, и друга по квалитету у свету (након НХЛ-а) је Континентална хокејашка лига (КХЛ) коју чине клубови из некадашњег Совјетског Савеза и Словачке.

### Хокеј на леду у Југославији и Србији
Прво предавање везано за хокеј на леду на подручју некадашње Југославије одржано је у Загребу 1894. године, а хокеј у Србији је почео да се игра 1903. године након што је донесена основна опрема из Шведске. Краљевина Србија је 1911. на конгресу ИИХФ (тада ЛИХГ) у Берлину постала чланица Међународног хокејског савеза.
Прва службена хокејска утакмица на просторима Југославије одржана је у Загребу 1919. када је ХАШК савладао ПХСД са 2:0. У Љубљани је 7. фебруара 1929. одржана прва хокејска утакмица по „канадским правилима“ и тада је СК Илирија савладала екипу Камника са 15:1. Године 1934. љубљанска Илирија је постала прва југословенска екипа која је наступила у иностранству (и изгубила у Букурешту од репрезентације Румуније са 0:1). Исте зиме организован је и први међународни турнир на Бледском језеру, и на њему су поред Илирије учествовали и аустријски Вилах и мађарски WEV и FTC.
Прво клизалиште у Београду направљено је 1936. године на Ташмајдану. Београдски тениски клуб је 1938. године поливањем 6 својих терена направио прво хокејско игралиште по међународним стандардима и на том игралишту су одржане прве две званичне хокејске утакмице у Србији. Први хокејски турнир у Београду одржан по међународним правилима одржан је 1940. године. Српски клизачки савез је основан 4. фебруара 1940. у Београду и чинило га је 6 клубова. По два клуба су била из Београда (БТК и ББК) и Палића (ПСК и ТКП) и по један из Новог Сада (ТКНС) и Старог Бечеја (СД Славија).
Прво клизалиште са вештачким ледом отворено је 1961. у загребачкој Шалати, а у Љубљани је 1966, отворена Ледена дворана Тиволи. У Суботици је 25. децембра 1969. отворен стадион за зимске спортове са вештачким ледом капацитета 4.000 места. Прва вештачка ледена површина у Новом Саду је отворена 1972. године.
Сарајево је 1984. године било домаћин Зимских олимпијских игара у оквиру којих је одржан и хокејски турнир. Хокејске утакмице играле су се у дворанама Зетра и Скендерија.

## Хокејски терен
Утакмице у хокеју на леду играју се на глаткој леденој површини прописаних димензија са вештачким или природним ледом. Дебљина леда је обично око 20 цм, а температура -8 °C. Димензије терена одређују Међународна хокејашка федерација (ИИХФ) и Национална хокејашка лига (НХЛ). Правила НХЛ се односе на такмичења у Северној Америци, а правила ИИХФ важе за остатак света.
Хокејски терен је правоугаоног облика са заобљеним угловима димензија 61/60 х 30/29 метара (ИИХФ) односно 60,96 х 25,90 метара (НХЛ). Углови терена представљају заобљени лук полупречника између 7 м и 8,5 м (у НХЛ 8,53 метра).
Терен за игру је окружен оградом од плексигласа која спречава плочицу да изађе ван граница игралишта. Висина заштитне ограде креће се између 102 и 122 цм, а оптимална висина је 107 цм. На заштитну ограду настављају се провидне заштитне плоче од чврстог стакла или пластике које спречавају плочицу да приликом испуцавања повреди неког у публици. Висина провидне заштитне ограде иза голова је 160 цм а са бочних страна 80 цм.
Изван ледене површине за игру са леве бочне стране се налазе два одвојена простора у којима се налазе играчи оба тима која учествују у утакмици. Са супротне стране су подручја за кажњене играче, док се у средини налази записнички сто и ту седе службена лица која воде статистичке податке о утакмици.

### Линијске ознаке на леду
На леденој површини је исцртано 5 линија, три црвене и две линије плаве боје које се протежу целом ширином терена, 9 црвених и једна плава тачка, пет кругова и три црвена полукруга. Ознаке на леду цртају се дебљини леда од 10 цм, и преко њих се поставља нови слој леда једнаке дебљине.
Плаве линије чија је дебљина 30 цм деле терен за игру на три зоне. Централна зона која се налази између две плаве линије назива се неутрална зона (енгл. neutral zone), а зоне лево и десно од ње су периферне зоне. У пракси се за перифере зоне чешће користе називи одбрамбена (енгл. defending zone), односно нападачка зона (енгл. offensive zone), тако да је одбрамбена зона за једну екипу она зона која се налази крај гола док је нападачка зона код противничког гола. Ширина неутралне зоне, односно размак између две плаве линије је 17 метара (НХЛ 15 м). Удаљеност од гола до неутралне зоне износи 17 метара по ИИХФ стандардима, односно 20 метара по НХЛ стандардима. У току игре плава линија је саставни део оне зоне у којој се налази пак. То значи да се сматра да је пак уколико се испуца из неутралне зоне у тој зони све док пуним обимом не пређе плаву линију. Ово је посебно важно приликом одређивања прекршаја офсајда.
Централна црвена линија чија је дебљина 30 цм дели терен за игру на половине. Ова линија је посебно важна приликом одређивања правила забрањеног испуцавања (енгл. icing). Две уже црвене линије (ширине 5 цм) које су паралелне са осталим налазе се близу краја сваког игралишта и често се називају гол-линије јер служе за одређивање погодака, односно за правило забрањеног испуцавања. Удаљеност између гол-линија и заштитне ограде иза гола је 4 метра.
На самом центру терена налази се плава тачка (енгл. Faceoff spot) пречника 30 цм око које се налази круг плаве боје (енгл. Faceoff circle) пречника 9,1 метар. Дебљина плаве линије којом је означен централни круг је 5,1 цм. Плава тачка означава место са кога се изводи почетни ударац на почетку сваког периода, док плави круг означава на коликој удаљености морају бити играчи када се изводи почетни ударац (осим наравно два играча који се боре за почетни ударац).
На терену постоји још 8 црвених тачки, све пречника по 61 цм које служе за извођење прекида током утакмице. По две црвене тачке се налазе у свакој од периферних зона, док се преостале 4 налазе у неутралној зони. Око црвених тачака у свакој периферној зони се налазе кругови пречника 9,1 метар црвене боје, а дебљина црвених линија је 5,1 цм.

### Судијска зона
Судијска зона (енгл. Referee's crease) налази се у полукругу који је означен танком црвеном линијом полупречника приближно 3 метра, а налази се у делу терена уз записнички стол са службеним лицима. Приликом консултације судије са службеним лицима на записничком столу, играчи немају право уласка у подручје означено полукругом. У противном могу бити кажњени искључењем од стране судија.

### Гол
Гол у хокеју на леду представља метални оквир правоугаоног облика висине 122 цм и ширине 183 цм који је са задње стране затворен мрежицом. Циљ хокејске игре је упутити пак у противнички оквир гола. Оквир гола је благо фиксиран за ледену површину са циљем да би се избегле повреде играча приликом евентуалних удара у сам метални оквир.
Испред сваког гола налази се такозвани голмански простор (енгл. goal crease) који је ограничен танком црвеном линијом, а цела унутрашњост ток простора је обојена светло плавом бојом да би се лакше разликовала од остатка терена. Према ИИХФ-у уколико је приликом постизања поготка неки од нападача ударио плочицу у оквиру голманског простора гол се не признаје. То правило је у такмичењима у Северној Америци укинуто у сезони 1999/00.
У утакмицама које се играју под окриљем ИИХФ те у аматерском хокеју, голмански простор је полукружног облика полупречника 1,8 метара, док је по правилима НХЛ-а и северноамеричких лига само чеони део голманског простора полукружан док су бочне стране ограничене правим линијама, а ширина голманског простора дуж црвене гол-линије је 2,4 метра (бочна линија је удаљена 30,5 цм од стативе у спољну страну).
У оквиру НХЛ лиге од сезоне 2005/06. иза сваког гола се налази трапезоидна површина То је једина зона на терену у којој је голману дозвољено да игра ван голманског простора а да не буде кажњен прекршајем због одуговлачења игре. Ширина краће странице тог трапеза који се налази на гол-линији је 5,5 метара, а шире странице која је дуж краја ледене површине је 8,5 метара.

## Хокејска опрема
Због велике динамичности која одликује хокеј на леду играчи користе специјалну опрему која олакшава игру и штити играче од тежих повреда. Поред клизаљки које играчима омогућавају кретање по леденој површини и палице којом се управља паком, сваки играч носи и велики број штитника који спречавају повреде виталних органа (штитници за ноге, рамена, грудни кош и гениталије, рукавице и кацига).

### Дресови
Дресови у хокеју на леду се данас праве од синтетичких материјала као што је полиестер. Традиционално се за овај део хокејске опреме често користи назив свитер (енгл. sweater; џемпер) јер су првобитни дресови прављени од вунених материјала. Дрес се састоји из горњег и доњег дела (шорц). На полеђини сваког дреса мора бити исписан број играча који је власник дреса (величине 25—30 цм), те бројеви на сваком рукаву димензије 10 цм. На утакмица које се играју под окриљем ИИХФ изнад броја на полеђини мора да стоји исписано и име играча. Са предње стране налази се име и лого екипе испод кога могу да се налазе логои спонзора. Бројеви играча могу имати вредности између 1 и 98.

### Клизаљке
Клизаљке су најважнији део хокејске опреме јер омогућавају играчима да се несметано крећу по леденим површинама. Људи су користили клизаљке за кретање по леденим површинама и пре 5.000 година, и те првобитне клизаљке су прављене од животињских костију. Касније су на обичне зимске ципеле постављане изврнуте оштрице.
Горњи део клизаљке (ципела) се прави од најлона, коже и пластике, а дизајниране су тако да спрече повреде и ломове стопала. За бандажирање зглобова обично се користе пластични улошци, док су пете ојачане жичаном мрежом. Оштрице се праве од нерђајућег челика или никла. У зависности од позиције играча, разликују се дизајни клизаљки, тако да клизаљке које користи голман, нападач или одбрамбени играч имају спецификације прилагођене њиховим позицијама. Тако су сечива на голманским клизаљкама доста шира у односу на она која користе нападачи којима је потребна много већа брзина и покретљивост у игри. Што су сечива дужа то је играч бржи, али му се смањује покретљивост, и обрнуто. Сечива на клизаљкама које се користе у хокеју на леду су заобљена на својим крајевима што играчима олакшава заустављање и брзе промене правца.

### Палице
Хокејска палица представља штап дужине 150—200 цм који је на једном свом крају проширен у виду лопатице дужине 25—40 цм помоћу које играч управља плочицом у току утакмице. Димензије сваке палице зависе од потреба самог играча и његових физичких карактеристика.
Лопатица (енгл. blade, рус. крюк) је у односу на штап под углом од око 135° и обично је закривљена на једну страну, лево или десно у зависности од оријентације играча. Закривљеност лопатице обично износи између 13 и 19 мм, а закривљеност изнад 19 мм није дозвољена. Предност закривљених лопатица лежи у чињеници да пак у случају шута добија неправилну путању што голману отежава ефикасну одбрану, а играчима олакшава управљање плочицом. Ово је међу првима уочио центар Њујорк ренџерса Енди Батгејт који је намерно експериментисао са закривљеним лопатицама (током 1950—их година). Играчи Блекхокса Стан Микита и Боби Хал су међу првима захтевали да играју палицама са закривљеним лопатицама.
Палица коју користи голман је нешто другачијег облика јер њена основна намена је да заустави пак који се креће према голу. Доњи део штапа је нешто шири, а угао и закривљеност лопатице су знатно блажи.
На дршку палице се обично ставља лепљива трака која играчима знатно олакшава држање палице.
Првобитне палице прављене су од дрвета, углавном од јавора и врбе, а од двадесетих година примат преузима храстово дрво. Предност дрвених палица јесте била у њиховој трајности и издржљивости, али велики недостатак је представљала њихова велика тежина и низак степен флексибилности. Дршке се данас израђују углавном од композитних материјала попут фибергласа, карбонских влакана и кевлара, док су лопатице углавном изграђене од дрвета. У последње време експериментише се са дршкама од титанијума.
На дршкама обично стоје логои произвођача.

### Кацига
Кацига пружа велику заштиту свим хокејашима. Кациге за хокејаше постоје у различитим величинама, али неке од старијих кацига могу да се подесе отпуштањем или причвршћивањем шрафова са стране или на леђима. Све кациге су од винил нитрита, који је издржљив материјал и може да апсорбује ударце пака, штапова, клизаљки и пад на клизалиште. Кациге су обавезне у хокеју на леду, а данас новије кациге садрже штит или визир који може да заштити горњу половину лица.
Визир или штит у хокеју на леду јесте уређај прикључен на предњи део кациге да би се смањио потенцијал повреде лица. Правила у вези визира и маски изазивају контроверзе на стручним нивоима. Неки играчи сматрају да они ометају вид, док други верују да су неопходне ради предострожности. Данас 60% играча у НХЛ-у носи визир.
Кацига за голмана је опремљена тако да може издржати ударац пака. Велики број лига препоручује да голман носи заштиту за грло ради заштите од пака или клизаљки. Жак Планте је 1959. године постао први голман који је креирао и носио маску. Плантеова маска је била комад стаклопластике (фибергласа) у облику лица. Ова маска је касније еволуирала у кацигу (кавез комбинација). Данас, фиберглас маска је све популарнија опција јер је сигурнија. Са доступним површинама које кациге нуде, голмани сматрају да је модерно да дају својим маскама препознатљиве украсе. Данас велики број голмана на кациги има неки украс.

### Штитници за тело
Заштитник за врат — Спречава повреду врата клизаљкама, штаповима и паком. Носе га и и голмани и играчи. Ови комади заштитне опреме су направљени од веома издржљивог материјала који спречава све врсте повреде.
Штитници за рамена или нараменице — такође пружају заштиту за торзо и кичму од удараца паком и судара. Направљене су од тврдог материјала и имају велики значај у заштити играча од повреда. Нараменице су прилично широке и круте, али не отежавају кретање горњег дела тела. Главна функција нараменица је да заштити горњи део тела, укључујући кључну кост, надлактице и горњи део груог коша и кичме. Многе нараменице имају и додатну заштиту која се може скинути, а служи за додатну заштиту ребара.
Јастучићи за лакат — Пружају додатну заштиту за лакат и трицепс од ударца пака. Они су од виталног значаја за све играче хокеја. Јастучићи штите зглоб лакта и кости руке од настанка модрица и прелома. Јастучићи прекривају лакат и део надлактице и подлактице. Неки јастучићи имају наставке који служе за заштиту целе надлактице. Већина јастучића је подесива и обезбеђена чичак тракама.
Хокејске рукавице — Служе за заштиту шаке играча. Дебљина заштите на длану и прстима је танка, док је на спољашњем делу шаке дебља. Такође поседују ојачану заштиту за палац, како би спречиле његово савијање уназад.
Хокејске панталоне — Шортс који има јастучиће за бутине, карлицу, кук и репну кост. Обично га придржавају каиш или трегери
Заштита за потколеницу — Укључује и јастучиће за колена, а има и тврду чауру преко која служи за заштиту од ударца паком, а обично има малу или никакву заштиту на цеваници. Штитници могу помоћи и у заштити зглоба колена и предњих костију потколенице. Међутим, неопходно је купити одговарајуће штитнике. Ако су штитници предугачки, они могу склизнути и тако ометати кретање зглоба, а ако се не уклапају добро са коленом, онда чашица неће бити добро заштићена, што може довести до повреде. Постоји табела величина штитника коју већина продавница спортске опреме има и која се може искористити за одабир одговарајућих штитника.
Штитник за уста — Постоји много врста штитника за уста. Од оних стандардних пластичних, па до оних направљених од композитних материјала које омогућавају играчу да лакше прича. У прошлости многи хокејаши нису имали предње зубе, а то је било тако зато што нису могли да их заштите од удараца и током туча. Данас већина хокејаша носи заштиту како би заштитила своју усну дупљу. Штитници такође ублажују ударце у лице и спречавају прелом вилице.

## Хокејска плочица
Хокејска плочица или пак (енгл. hockey puck) израђује се од вулканизиране гуме. Стандардна плочица је црне боје, дебљине 25 мм, пречника 76 мм, тежине између 160 и 170 грама. На лицу и наличју плочице могу да се налазе лога екипа или такмичења, а неретко и спонзора. Пре сваке утакмице плочице се смрзавају да би се спречило њихово одскакање од подлоге.
Поред стандардних црних плочица које се користе на службеним утакмицама у употреби су још плаве и црвенкасте плочице. Плаве плочице имају нешто мању масу од стандардних (113 грама) и углавном се користе за тренирање млађих категорија играча. Црвенкасте плочице (варијације боје од наранџасте до розе, масе 283 гр) се користе на тренинзима чији је циљ побољшање јачине удараца и руковања палицом. За јачање ручног зглоба играчи на тренинзима обично користе челичне пакове тешке чак 900 гр.
Плочице у хокеју су замениле лопте негде 1870—их година и првобитно су прављене од дрвета и имале су квадратни облик. Пљоснати облик плочица је више одговарао леденој подлози, а спречено је и често избацивање лопте ван граница игралишта. Првобитне гумене плочице су настале пресецањем обичних гумених лопти, а међу првима су почели да их користе играчи монтреалског ХК Викторија.
Током утакмица, плочице услед шутева достижу брзине преко 160 км/ч. Светски рекорд у јачини шута је у власништву руског хокејаша Дениса Куљаша и износи 177,58 км/ч а постигнут је на утакмици свих звезда КХЛ лиге у фебруару 2011. године.

## Савремени женски хокеј на леду
Женски хокеј на леду почео је да се развија паралелно са мушким већ крајем 19. века, али је за разлику од мушког хокеја остао на аматерском нивоу све до средине друге половине 20. века. Почетком 21. века женски хокеј бележи велику експанзију и сматра се најбрже растућим екипним спортом за жене 21. века. У последњих десет година број активних играчица је повећан за преко 350 процената, а највећу популарност, женски хокеј доживљава у Канади, Сједињеним Државама, Финској и Шведској.
Прва хокејашица која је потписала професионални уговор била је Американка Карен Кук која је у сезони 1969/70 играла на месту голмана у мушкој екипи Маргет Ајрон ренџерса. Тада осамнаестогодишња Карен зарађивала је 40$ по утакмици. Међутим Карен свакако није била и једина жена у историји хокеја која је играла за мушке екипе. Манон Ријум (фр. Manon Rhéaume) је два пута стајала на голу НХЛ лигаша Тампа Беј лајтнингса у утакмицама против Сент Луис блуза 1992. и Бостон бруинса 1993. године. Канађанка Хејли Викенхајзер је 2003. провела целу сезону у финском трећелигашу из Кирконумија за који је одиграла 23 утакмице на месту нападача и постигла 2 поготка (и 10 асистенција) и тако постала прва жена стрелац поготка у неком мушком професионалном хокејском такмичењу. Током 2008. одиграла је и целу сезону за шведску екипу Ексилстуна Линден. Хокејски магазин The Hockey News Викенхајзерову је сврстао у ред „100 најутицајнијих особа у хокеју на леду“ (59. место на листи за 2011).
У програм Зимских олимпијских игара женски хокеј је уврштен 1998. у Нагану а прву златну медаљу освојила је репрезентација Сједињених Држава која је у финалу победила Канаду са 3:1. Бронзану медаљу освојиле су Финкиње. Светска првенства одржавају се од 1990. године.
Правила у женском хокеју углавном су једнака онима која важе за мушки. У женским такмичењима напад телом или „боди чекинг“ (енгл. body checking) се карактерише као прекршај и кажњава се искључењем из игре. Такође све хокејашице су обавезне да током утакмице носе маске које прекривају цело лице.

## Међународна хокејашка федерација (ИИХФ)
Међународна хокејашка федерација или скраћено ИИХФ је организација која представља хокеј на леду и инлајн хокеј. Основана је 1908. године. Седиште јој је у Цириху и има седамдесет чланица. Председник организације је Рене Фазел. Он је на тој функцији од 1994. године. До сада је било укупно осамнаест председника ИИХФ-а.
Федерација има педесет и једног пуноправног члана. Пуноправни чланови имају национално тело посвећен спорту, а годишње учествују у међународним такмичењима. Само пуноправни чланови имају право гласа. Поред тога, постоје и шеснаест придружених чланова и три афилационе чланице. Придружени чланови или немају национално тело посвећен спорту, или не редовно учествују у међународним такмичењима. Афилационе чланице учествују само у инлајн првенства.
Међународна хокејашка федерација организује Светска првенства. Под њеним покровитељством се организују и такмичења у хокеју на леду на олимпијским играма. Међународна клупска такмичењима у организацији ИИХФ-а укључују Лигу шампиона, Континентални куп, Викторија куп и Лигу шампиона за жене. Један од најстаријих такмичења је Шпенглеров куп. Одржава се од 1923. у Давосу између Божића и Нове Године.